# Arvella Gray
Arvella Gray, wirklicher Name James Dixon (* 28. Januar 1906 in Somerville, Texas; † 7. September 1980 in Chicago, Illinois) war ein US-amerikanischer Bluessänger und Gitarrist afroamerikanischer Abstammung, der den Großteil seines Lebens als Straßenmusikant in Chicago, vor allem auf dem (Floh)Markt um die Maxwell Street, Blues- und Gospelmusik gespielt hat.
Aufnahmen von ihm sind auf etlichen Schallplattensamplern, darunter And This Is Maxwell Street,
drei selbst produzierten 45 rpm Platten sowie auf einem Album (Blind Arvella Gray The Singing Drifter) aus dem Jahre 1972, das 2005 als CD wiederveröffentlicht wurde, zu hören. Die Wiederveröffentlichung erhielt den Living Blues Award 2006.